# Römische Katakombe Valkenburg
Die Römischen Katakomben Valkenburg (niederländisch Romeinse Katakomben Valkenburg, plural) befinden sich in Valkenburg aan de Geul in den Niederlanden, Provinz Limburg.
Es handelt sich um den einmaligen Nachbau der schönsten Teile der vierzehn wichtigsten der frühchristlichen Katakomben in Rom. Von 1908 bis 1912 wurde hier auf Veranlassung des Industriellen Jan Diepen (1872–1930) in einer aufgelassenen Mergelgrube der sehr originalgetreue Nachbau errichtet.